# Slingerhek

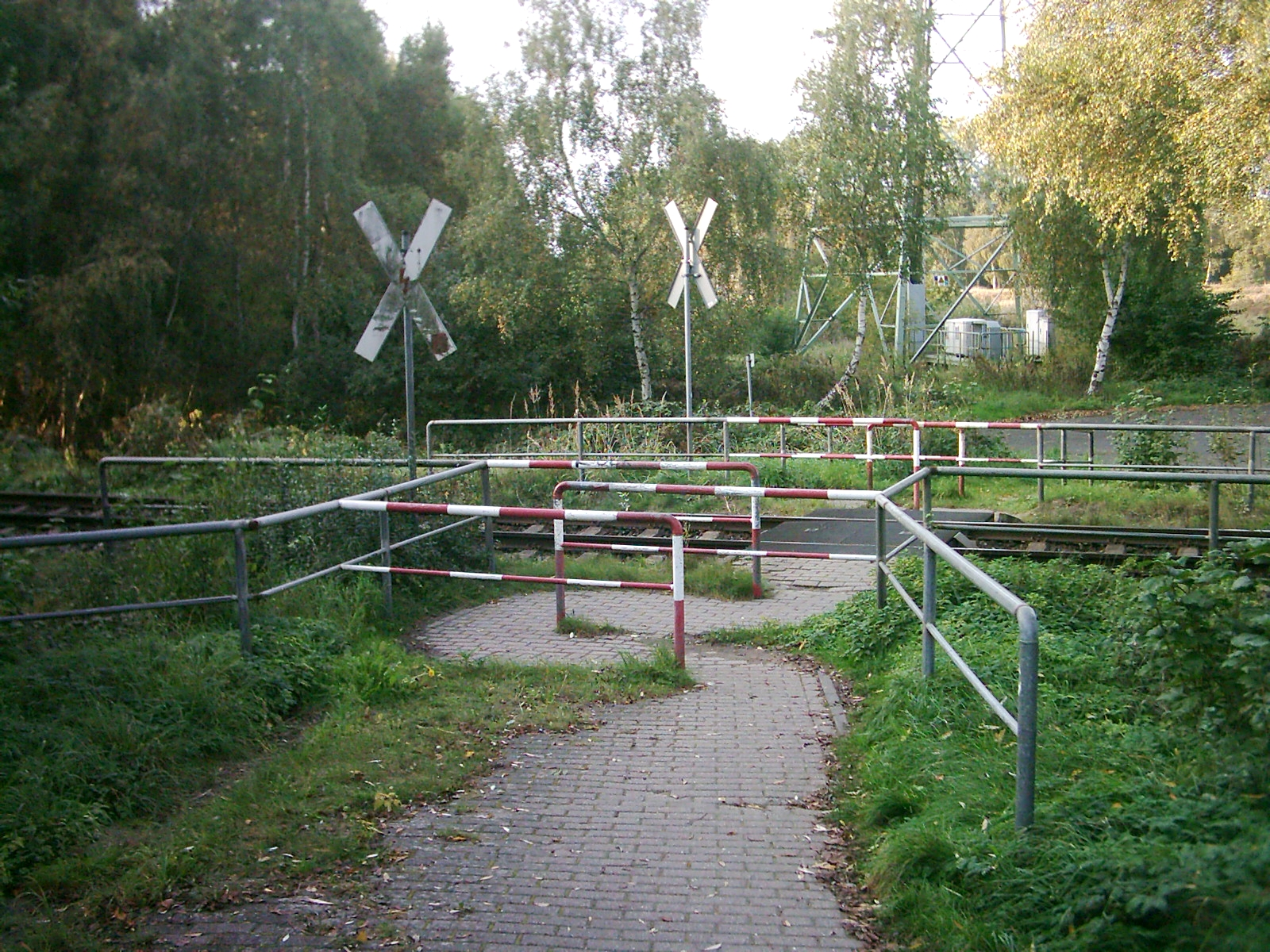
Slingerhek bij een spoorwegovergang in Duitsland

Een slingerhek bestaat uit twee of drie hekjes die achter elkaar staan, waardoor er geen rechte doorgang is. 
Redenen om een slingerhek te plaatsen zijn:
- Een pad of recreatieterrein afsluiten voor tweewielers. Om bredere voertuigen te verhinderen is het voldoende als het pad smal is, of er een paaltje op het pad staat. Om ook fietsen te weren gebruikt men een slingerhek, waarbij de ruimte tussen de hekken te klein is voor de lengte van een fiets. Soms monteert men een beweegbaar deel waardoor fietsers er niet door kunnen, maar rolstoelen (breder maar korter) wel.
- Beveiliging van een onbeveiligd overpad (een kruising van een fiets- of voetpad met een spoor- of tramweg) of een ander gevaarlijk punt. Door het slingerhek dwingt men het overstekende verkeer langzaam te rijden.
- Beveiliging van de uitgang van een schoolplein of speelplaats zodat kinderen niet onverhoeds de weg op rennen.
- Opstelruimte in de middenberm waar een fietspad een tweebaansweg kruist. In dat geval is de slinger (bij rechts verkeer) altijd naar rechts, zodat de fietsers het verkeer kunnen zien aankomen.

Een nadeel van slingerhekken is dat ze moeilijk of zelfs helemaal niet te passeren zijn met een handfiets, driewieler, bakfiets, rolstoel, rolstoelfiets, tandem, ligfiets, velomobiel, scootmobiel, gehandicaptenvoertuig of fiets met aanhanger terwijl de berijders van deze voertuigen wel het recht, en vaak zelfs de plicht hebben om van het fietspad of voetpad gebruik te maken. 
Een ander nadeel is dat slingerhekken de doorstroom ernstig beperken en het bij grote drukte soms onmogelijk maken om de gevarenzone (weg of spoorweg) tijdig te verlaten. 

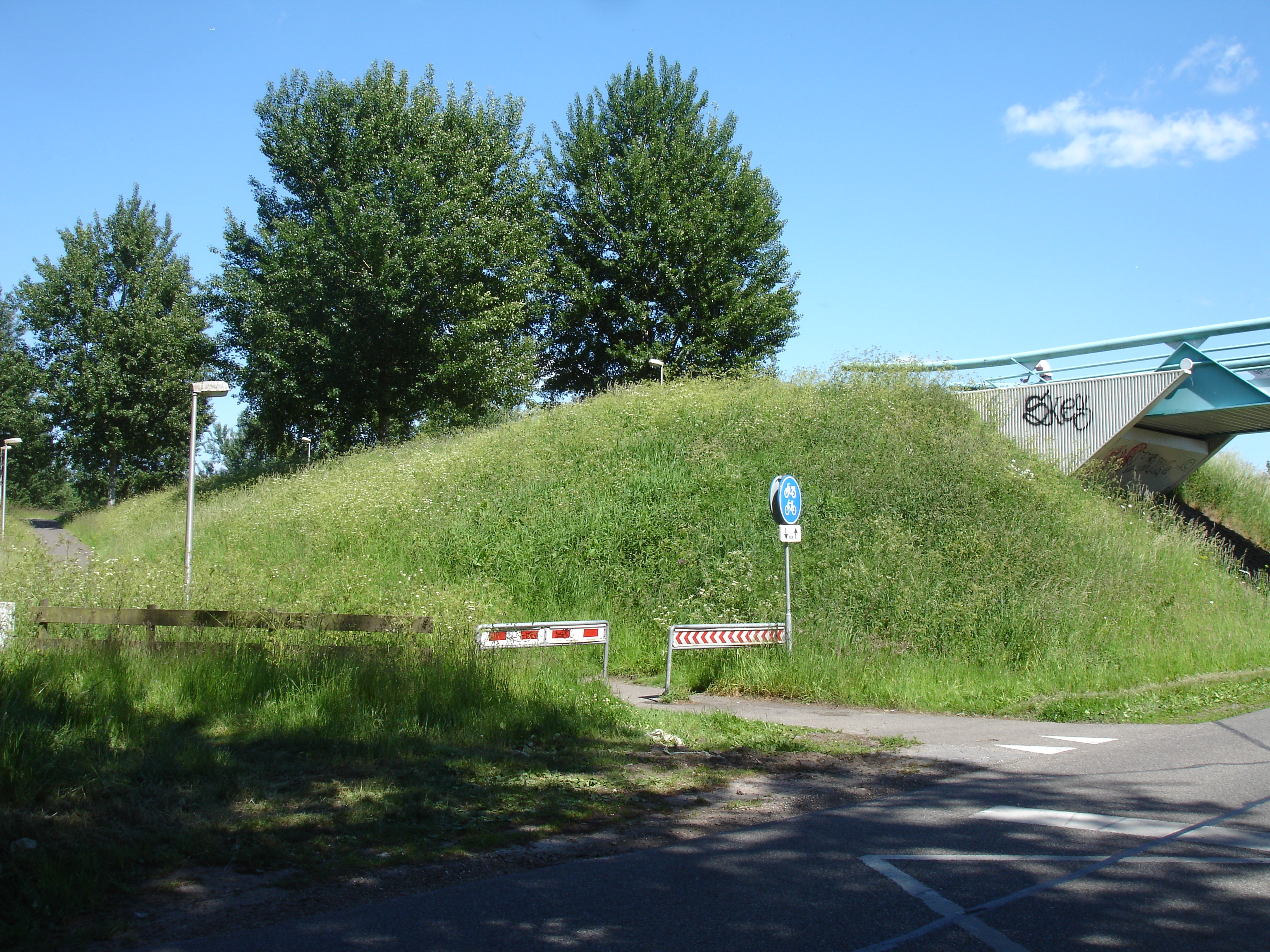
Dit hek moet voorkomen dat fietsers met hoge snelheid van de helling komen en de onoverzichtelijke weg op schieten.

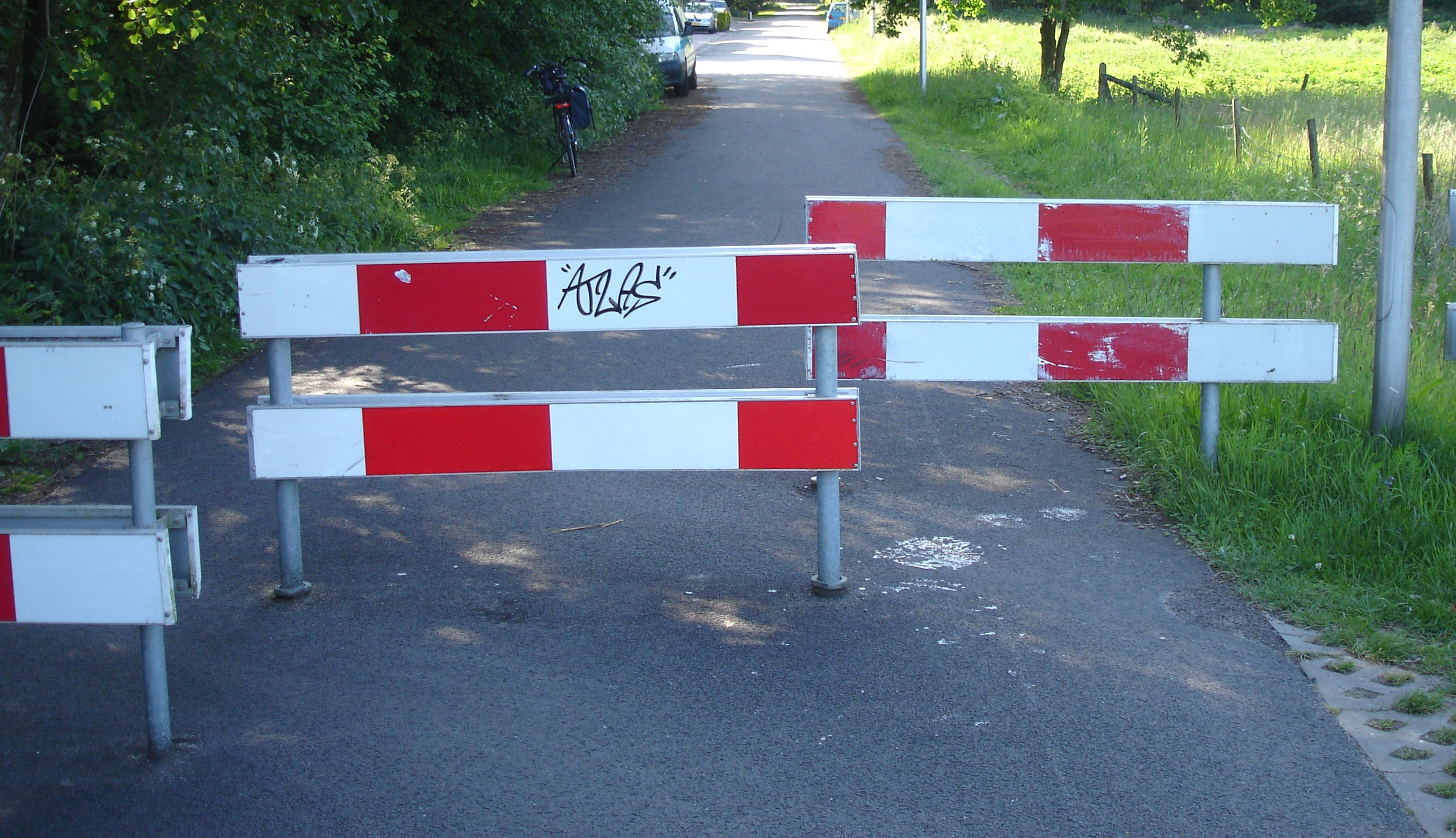
Dit slingerhek dient om auto's te weren. Meestal volstaat men in een dergelijk geval met een aantal paaltjes midden op de weg.
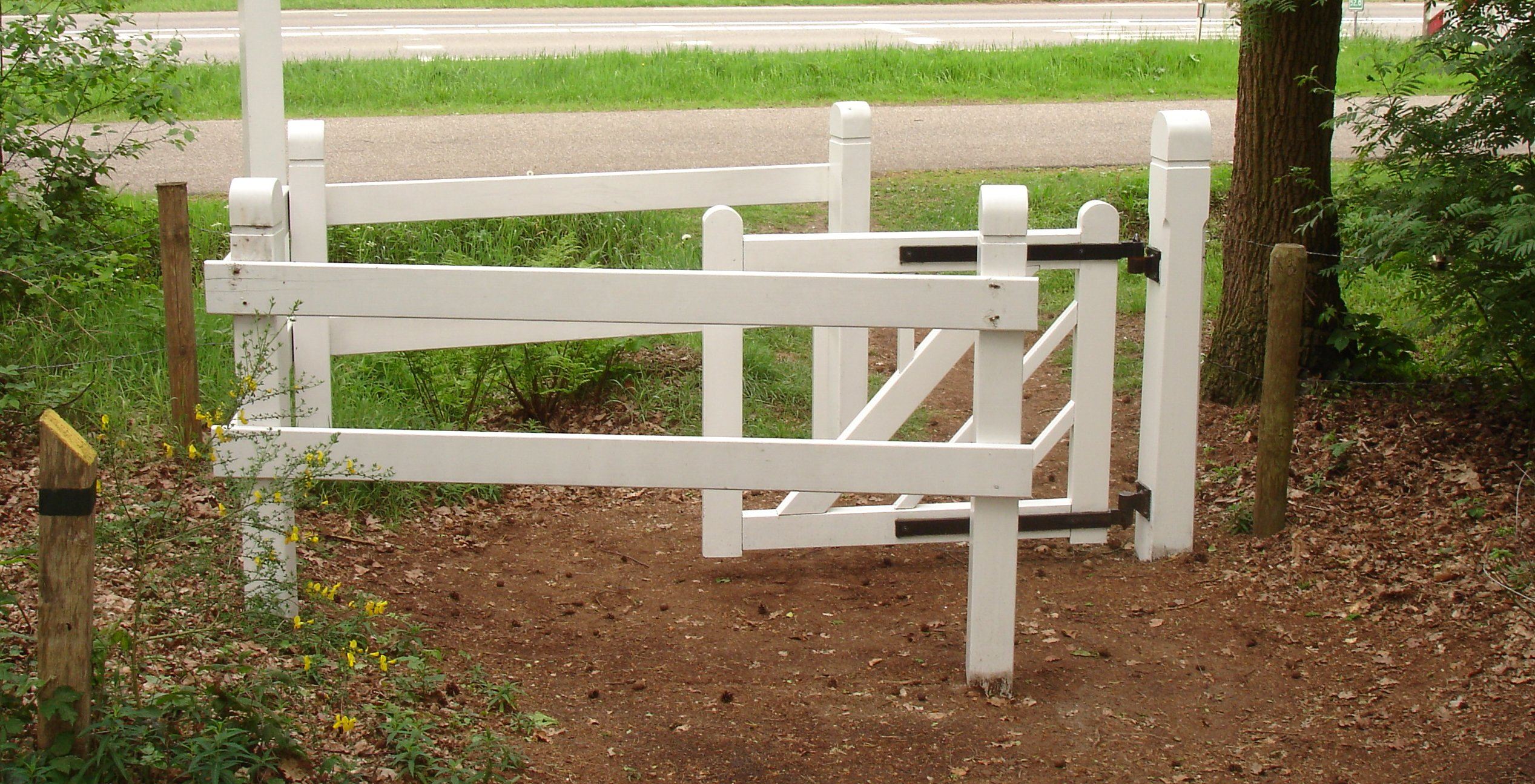
Slingerhek bij een bospad. Door het draaibare deurtje kunnen rolstoelen wel, maar fietsen niet passeren.